# Бивербах
Би́вербах (нем. Biewerbach) — река в Германии, протекает по земле Рейнланд-Пфальц в районе Трир-Бивер города Трир.
Ранее на Бивербахе было много мельниц.